# Abbaye Saint-Jean de Montierneuf de Poitiers
Pour les articles homonymes, voir Église Saint-Jean.
L'abbaye de Montierneuf est une ancienne abbaye bénédictine située à Poitiers dans le département de la Vienne.
L'église Saint-Jean de Montierneuf est l'abbatiale de style composite, mais de base romane, de l'ancienne abbaye.

## Histoire de l’abbaye

### Fondation
Le monastère fut fondé en 1069 par Guillaume VIII d'Aquitaine, comte de Poitiers, en échange d'une dispense du pape pour épouser sa cousine Audéarde (ou Hildegarde) de Bourgogne. Elle fut immédiatement nommée par les gens du peuple Montierneuf, le monastère neuf (ou moustier). Les travaux commencèrent en 1069 et furent achevés en 1096. Les moyens ne manquent pas comme le montre l'emploi généralisé de la pierre d'appareil.
Elle fut autorisée par le pape Grégoire VII en 1076. Le comte fait de nombreux dons à l’abbaye, afin d’assurer son existence : le chapitre Saint-Nicolas de Poitiers, fondé par la comtesse Agnès peu après 1050, lui est ainsi rattaché entre 1083 et 1086. La phase active des travaux s'achève avec la mort du comte en 1086.
Le pape Urbain II la consacra en 1096, lorsqu'il vint prêcher la Croisade en Poitou.
Selon la volonté de Guillaume, l'abbaye devait accueillir cent moines. En outre, son affiliation à la puissante congrégation de Cluny souligne l'intention affichée de son fondateur de bâtir une église modèle et d'en faire le lieu de sa sépulture.

### Évolution du statut
Placée sous l'autorité de Cluny, elle reçut un prieur et 18 moines. Elle prospéra immédiatement, car elle avait été choisie pour abriter les tombeaux des ducs d'Aquitaine.

### Guerres, pillages et destructions
Les tombeaux des ducs d'Aquitaine furent brisés en 1562, en même temps qu'un grand nombre d'édifices religieux de Poitiers, par les Huguenots, qui détruisirent également le cloître et mirent le feu aux bâtiments. Malgré une tentative de relèvement de l'abbaye au XVIIe siècle (travaux de l'église en 1643 et 1644), prolongée par d'autres travaux dans l'église et les bâtiments monacaux de 1668 à 1672, l’abbaye connut ensuite un long déclin.

### Perte de la fonction religieuse
L'abbaye déclina tout au long des XVIIe et XVIIIe siècles, suivant le sort des bénédictins. La congrégation de Saint-Maur, à laquelle on fit appel pour redonner du souffle à la vie monastique ayant échoué, les derniers religieux se séparèrent en 1787.
Après avoir servi d'écurie de 1789 à 1805, l'église fut rendue au culte.

### Restaurations
L'abbé Sabourin opéra plusieurs travaux de restauration de l'église dans les années 1817 à 1822. Les chapiteaux romans du chœur et du déambulatoire sont pour la plupart déposés ou buchés, et refaits en stuc avec un décor moulé d'oves et de feuilles d'acanthe, en accord avec le portail. Parmi les chapiteaux rescapés se trouve celui des éléphants, aujourd'hui conservé au musée Sainte-Croix de Poitiers. Il s'agit de la plus ancienne représentation d'éléphants dans l'art français.
L'église fut malgré cela classée sur le premier inventaire des Monuments historiques en 1840.
Dix vitraux, situés sur la façade et le transept nord, sont restaurés fin 2010.

### Les conversions de l'abbaye
À la Révolution, l'abbaye fut convertie en caserne. Des bâtiments furent ajoutés jusqu'en 1829, et la caserne renommée Quartier Dalesme en 1887. Le 20e régiment d'artillerie y prit ses quartiers, puis le 109e régiment d'artillerie lui succéda.
Les mêmes bâtiments abritèrent ensuite l'ENSMA, puis depuis les années 90, des cours de diverses facultés, une cité universitaire, et un Institut d'administration des entreprises, qui cohabitera prochainement avec le rectorat. S'y trouve également, dans un bâtiment à l'écart, le cinéma associatif Le Dietrich.

## Architecture de l'abbaye
L'abbaye, construite entre 1070 et 1096 hors de la muraille romaine, à proximité du Poitiers médiéval, se fortifia seulement au XVe siècle, et un bourg naquit ainsi, à l'intérieur de la muraille d'Aliénor d'Aquitaine, construite au XIIe siècle.
Elle est maintenant en centre-ville.

### L’église abbatiale
L’église abbatiale est construite selon un plan simple : nef, bas-côtés, transept et chœur à déambulatoire prolongeant les bas-côtés. La voûte en coupole de la croisée, en arc de cloître renforcée de nervures serait gothique archaïque du XIIIe siècle.

#### Le chevet
Elle possède un chevet gothique rayonnant construit au XIVe siècle, à arcs-boutants peu éloignés de la construction, qui ont conservé leurs gargouilles. Ils sont également ornés des armes des différents abbés qui ont dirigé l'abbaye. Deux de ces arcs-boutants possèdent deux arcs : il s'agit probablement de reprises, les arcs-boutants d'origine reportant mal la poussée sur les piliers. D'ailleurs, l'ensemble de cette structure a été fortement reprise au courant du XVIIe siècle, si l'on en juge par la stéréotomie et les sculptures à l'intérieur (notamment des têtes de feuillage, dans le goût des XIIIe-XIVe siècles, mais assez maladroits, comme copiés sur des modèles anciens).

#### Le chœur
Le chœur date de la deuxième moitié du XIIIe siècle. L'architecte gothique a conservé les piles et les arcades romanes pour élever une abside pentagonale où règne la clarté. Les nervures des voûtes d'ogives retombent avec légèreté sur les consoles ornées de masques feuillagés. Le chœur possède trois chapelles rayonnantes, qui sont dédiées respectivement à saint Joseph, Notre-Dame du Bon Secours (à l'est) et sainte Barbe. Elles sont toutes trois de type roman.

#### La nef
L'église fut incendiée en 1562 par les protestants, ce qui provoqua l'effondrement des voûtes de la nef et du bras sud du transept.
En 1643 et 1644, la travée occidentale fut supprimée, afin de construire une nouvelle façade, simple mur de moellons, percé d'un portail orné de colonnes corinthiennes et d'un fronton dans le goût classique, avec des ornements baroques (putti). Des vestiges de l'ancienne façade romane remployés sont visibles dans la construction. La nef et les collatéraux furent reconstruits en plein cintre, plus bas que les voûtes primitives. Entre 1668 et 1672, l'abside, les arcs-boutants du chœur sont repris.
À la fin du XVIIIe siècle, le clocher massif s'est effondré, détruisant de nouveau les voûtes de la nef et la tombe du fondateur. Il n'en subsiste que deux tourelles et des fragments du tambour.
L'abaissement de la nef a altéré les proportions intérieures de l'église. La perfection du parti roman apparait, pourtant, dans l'organisation géométrique du plan au sol tandis que son ampleur se mesure, entre autres, à la longueur inusitée des collatéraux et à leur alignement sur le déambulatoire. Le décor monumental, utilisé avec discernement, magnifie la sévérité des parois : grands arcs de décharge dans les bras du transept, arcature basse inscrite sur le pourtour du déambulatoire et dans la chapelle du transept, larges baies à double écrasement.

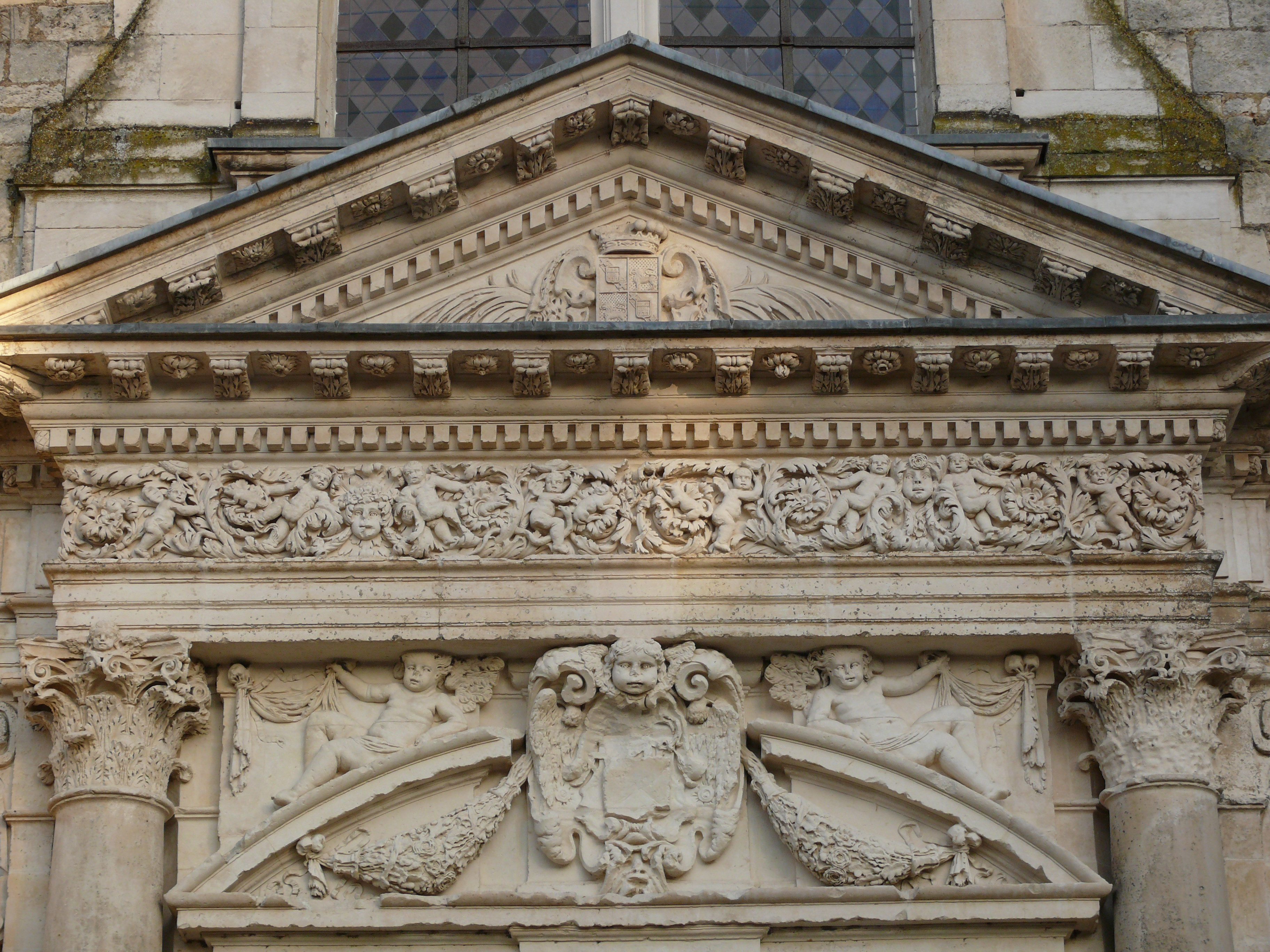
Fronton du portail de 1644.

### Tombeau du duc d'Aquitaine Guillaume VIII

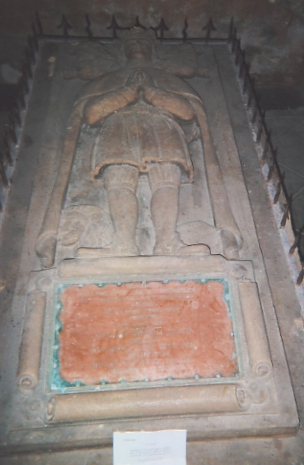
Gisant de Guillaume VIII.

Elle abrite actuellement le cénotaphe orné d'un gisant de Guillaume VIII. Le monument abritant le tombeau fut en partie détruit par l'effondrement des voûtes de la nef, en 1643, reconstruit en 1657, puis à nouveau détruit à la Révolution en 1793. Le gisant fut restauré par l'abbé Sabourin, qui obtint pour cela des fonds de Louis XVIII. Il prit modèle sur un gisant XVIIe siècle qui ornait le monument, ce qui explique la tenue anachronique du modèle. La statue, œuvre d'un certain Benoist, fut très critiquée dès l'époque. Ce dernier s'en défendit en précisant qu'il n'avait fait que copier à l'identique une sculpture déjà médiocre du XVIIe siècle.
La tombe médiévale, puis XVIIe siècle se trouvait, de façon inhabituelle (mais très significative en ce qui concerne les ambitions de son commanditaire), au centre de la nef. Lors de la reconstruction du monument, il fut déplacé dans le bas-côté sud, mais le corps ne fut pas déplacé. Guy-Geoffroy-Guillaume se trouve donc toujours enterré au centre de l'église.
La chapelle du transept Nord est dédiée à saint Isidore, patron des laboureurs, celle du transept Sud à saint Maurice.

## Les bâtiments monastiques
Du XVIIe siècle, mais très réaménagés. De remarquable il ne subsiste qu'une aile de cloitre : façade à l'ordonnance symétrique, avec un fronton et orné de contreforts surmontés d'ailerons.

## Abbés
(liste non exhaustive)
- 1079 v. - Guy, ancien Grand-prieur de Cluny, oncle d'Étienne de Joinville[5].

## Moines et personnalités célèbres
- Étienne de Joinville vers 1080, il suivit son oncle Guy nommé abbé.